# リリアン・ラスランド
リリアン・ラスランド（Lilian Laslandes、1971年9月4日 - ）は、フランス・ジロンド県ポーイヤック出身の元同国代表サッカー選手。ポジションはFW。

## 経歴
サッカー選手としてやや遅めの20歳にして、FCリブルヌ・サン＝スーランでデビュー。ここでの初シーズンを33試合10得点で終えると、この活躍によりAJオセールに引き抜かれる。オセールではコンスタントに10ゴール前後のゴールを決め、1995年のリーグ制覇や2度のフランスカップ優勝に大きく貢献した。1997年、FCジロンダン・ボルドーに移籍。1999年には自己最多のシーズン15得点を決め、2度目のリーグ制覇を経験した。さらにボルドーでも安定して得点を重ねる彼に徐々に国外からの注目が集まるようになった。
2001年8月、初の国外クラブとなるイングランドのサンダーランドAFCへ移籍。ナイアル・クインの後釜として期待されたが、イングランドのスタイルに適応できず、わずか半年でドイツの1.FCケルンに放出された。しかしケルンでもノーインパクトに終わり、フランスに帰国。2002-03シーズンに所属したSCバスティアでは30試合8得点とまずまずの成績を上げ浮上のきっかけを掴むと、OGCニースへと移籍した。ニースでは1999-2000シーズン以来の二桁得点を挙げ、復活をアピール。2004年、古巣のボルドーへ復帰するも全盛期のフォームを取り戻すことができず、2007年1月にニースへ移籍。2008年夏に現役を引退した。引退後はハンドボールの選手となっている。

## 代表歴
フランス代表としては、1997年11月12日に行われたスコットランド戦でデビュー。以後7試合に出場し3得点を挙げているが、定着することはなかった。

## タイトル
- AJオセール

リーグ・アン1:1995-96
クープ・ドゥ・フランス2:1994, 1996
- ジロンダン・ボルドー

リーグ・アン1:1998-99

## 所属クラブ
- FCリブルヌ・サン＝スーラン 1991-1992
- AJオセール 1992-1997
- FCジロンダン・ボルドー 1997-2001
- サンダーランドAFC 2001-2002

→  1.FCケルン 2002 (loan)
→  SCバスティア 2002-2003 (loan)
- OGCニース 2003-2004
- FCジロンダン・ボルドー 2004-2007.1
- OGCニース 2007.1-2008